# Hamilton Canal
Hamilton Canal är en kanal i Sri Lanka.   Den ligger i provinsen Västprovinsen, i den sydvästra delen av landet, 6 km norr om huvudstaden Colombo.